# Lolo-Bouenguidi

Départements de l’Ogooué-Lolo.

La Lolo-Bouenguidi est un département du Gabon, dans la province de l'Ogooué-Lolo. Son chef-lieu est la ville de Koulamoutou, qui est aussi la capitale de la province.
Le département est traversé par deux cours d'eau, à qui il doit son nom, la Lolo et la Bouenguidi.